# Gruppo di NGC 1532
Il Gruppo di NGC 1532 è un gruppo di galassie situato prospetticamente nella costellazione di Eridano alla distanza di 53 milioni di anni luce dalla Terra.
Il gruppo è costituito da decina galassie, prende il nome dalla galassia a spirale barrata NGC 1532 ed è uno dei gruppi che compongono il Muro della Fornace (o Southern Supercluster). 

## Principali galassie del gruppo
| Nome      | Tipo   | R.A.        | DEC        | Distanza M di a.l. | Redshift (z) | Nomi alternativi                     | Immagine |
| --------- | ------ | ----------- | ---------- | ------------------ | ------------ | ------------------------------------ | -------- |
| NGC 1531  | S0     | 04h11m59.3s | -32°51'03" | 50                 | 0.003899     | ESO 359-26, MGC-05-11-001, PGC 14635 |          |
| NGC 1532  | SB(s)b | 04h12m04.3s | -32°52'27" | 55                 | 0,003908     | ESO 359-27, MGC-05-11-002, PGC 14638 |          |
| NGC 1537  | SAB0-  | 04h13m40.7s | -31°38'44" | 61                 | 0,004767     | ESO 420-12, MCG-05-11-005, PGC 14695 |          |
| ESO 420-9 | SB(s)c | 04h11m00.6s | -31°24'27" | 58                 | 0,00456      | MCG-05-10-15, PGC 14617              |          |